# Onsäng
Onsäng är en småort i Söderala socken i Söderhamns kommun, Gävleborgs län. E4:an går förbi Onsäng.